# Túpolev Tu-204
El Túpolev Tu-204 (en ruso: Ту-204) es un avión comercial bimotor de fuselaje estrecho de fabricación rusa, capaz de transportar a 212 pasajeros. Realizó su primer vuelo en 1989 y es considerado el equivalente ruso del 757 estadounidense. Su desarrollo se hizo bajo petición de Aeroflot para sustituir a los Tu-154 en sus rutas de medio alcance.

## Diseño y desarrollo
El Tu-204 fue diseñado como un modelo polivalente, pudiéndose adaptar para transportar pasajeros, carga, pasajeros-carga y permitir rápidos cambios en estas disposiciones. Se caracteriza por un coste operacional bajo, un bajo nivel de ruido y también un bajo consumo. Puede ir equipado con motores Aviadvigatel PS-90 o con Rolls-Royce RB211. El modelo se produce en las dos plantas de fabricación más grandes de Rusia, las de Uliánovsk y Kazán.
El Tu-204 puede ir configurado con distintas distribuciones de asientos. La disposición de una sola clase puede llevar hasta 210 pasajeros, mientras que las versiones con dos o tres clases transportarían 164-193 pasajeros. La versión de carga del Tu-204 opera con éxito en varias aerolíneas en Rusia, Egipto y en algunos países de Europa.
Junto al Il-96, se convirtieron en los primeros aviones de pasajeros de nueva generación de Rusia. El Tu-204 dispone de innovaciones tecnológicas como son fly-by-wire (vuelo estabilizado por ordenador), cabina con pantallas, avances en aviónica propios de aviones de occidente, y también fue el primer avión ruso en equiparse motores occidentales, los Rolls-Royce RB-211.

### Producción por año
| Año        | 1989 | 1990 | 1991 | 1992 | 1993 | 1994 | 1995 | 1996 | 1997 | 1998 |
| ---------- | ---- | ---- | ---- | ---- | ---- | ---- | ---- | ---- | ---- | ---- |
| Producidos | 1    | 1    | 2    | 2    | 5    | 2    | 1    | 3    | 1    | 1    |

| Año        | 1999 | 2000 | 2001 | 2002 | 2003 | 2004 | 2005 | 2006 | 2007 | 2008 |
| ---------- | ---- | ---- | ---- | ---- | ---- | ---- | ---- | ---- | ---- | ---- |
| Producidos | 2    | 4    | 3    | 4    | 4    | 2    | 3    | 4    | 2    | 10   |

| Año        | 2009 | 2010 | 2011 | 2012 | 2013 | 2014 | 2015 | 2016 |
| ---------- | ---- | ---- | ---- | ---- | ---- | ---- | ---- | ---- |
| Producidos | 6    | 3    | 5    | 3    | 2    | 1    | 2    | 2    |

## Variantes

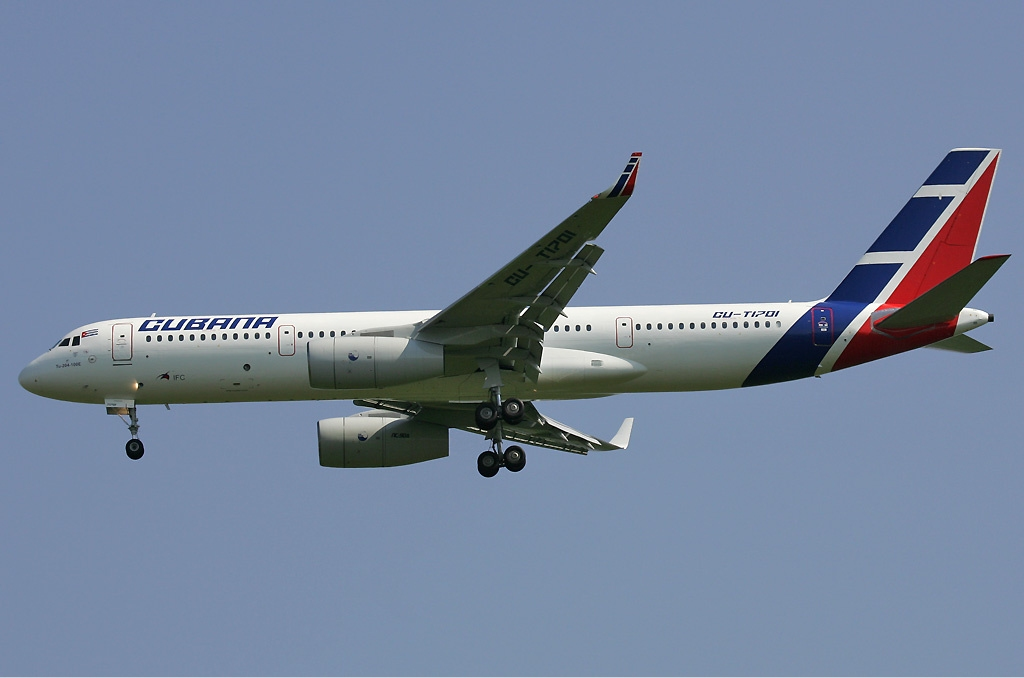
Tu-204-100E de Cubana de Aviación.

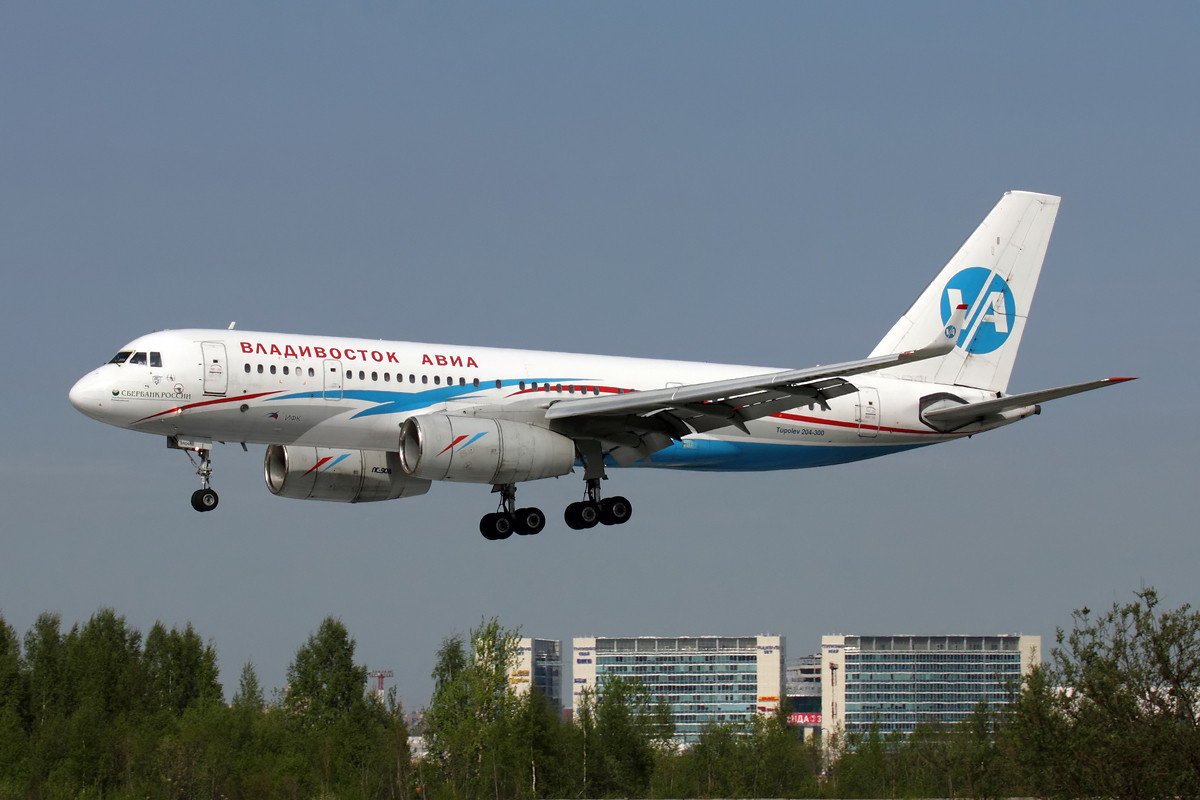
Tu-204-300 de Vladivostok Avia.

Túpolev Tu-214.

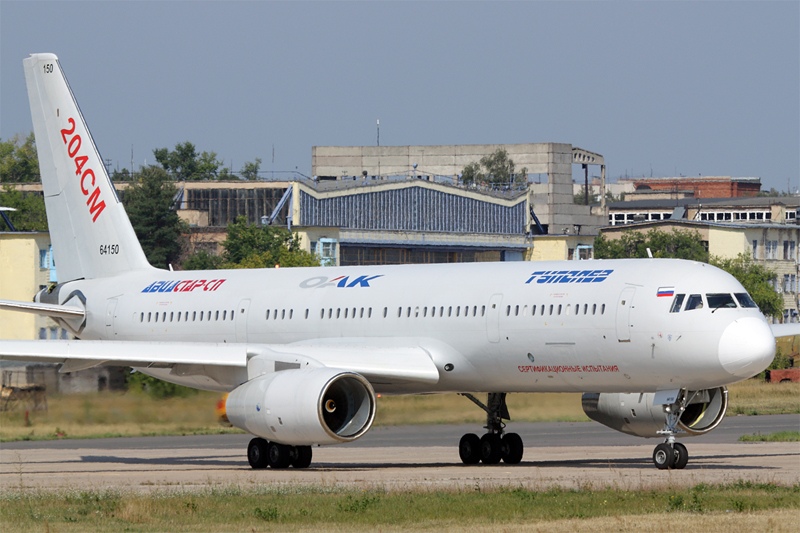
Túpolev Tu-204SM.

Tu-204
Es la versión básica para transporte de pasajeros.
Tu-204-100/Tu-204-200
Es la versión inicial del avión, provista de aviónica y motores rusos turbofán Aviadvigatel PS90. Recibió la certificación para volar en enero de 1995. El Tu-204-200 es una versión más pesada con más capacidad de combustible, para disponer de mayor autonomía. Sólo fue construido un ejemplar, ya que tiempo después se pasó a fabricar con la denominación Tu-214.
Tu-204-120/Tu-204-220
Con la intención de que el Tu-204 resultara más atractivo no sólo dentro de Rusia, se le equipó con motores y aviónica occidentales. Ambas versiones cuentan con 2 motores Rolls-Royce.
Tu-204-300 (Tu-234)
Es una versión del Tu-204, aproximadamente 6 metros más corta, con más autonomía y más eficiencia. Está disponible en dos versiones, la primera y más pesada va provista con motores turbofán Aviadvigatel PS90-A2 con capacidad para transportar hasta 166 pasajeros a una distancia de 9300 km. La versión más ligera puede transportar a 166 pasajeros a una distancia de 3500 km. La compañía rusa Vladivostok Avia fue la primera en disponer de este modelo, con una configuración de dos clases, capaz de transportar a 142 pasajeros.
Tu-204-500
Es una variante del Tu-234 optimizada para rutas cortas, provista de alas ligeramente más cortas y capaz de lograr una velocidad de crucero de Mach 0,84. Pretende ser competitivo frente a la última generación del estadounidense 737. Cumple con la normativa ETOPS y posee una Unidad Auxiliar de Energía Honeywell 331-200ER.
Tu-206/Tu-216
Estas variantes han sido realizadas para experimentar con combustibles alternativos. El Tu-206 puede volar con gas natural y el Tu-216 puede volar con hidrógeno.
Tu-214
El Tu-214 es básicamente una variación del Tu-204. Es técnicamente un Tu-204-200, pero cuenta con pequeñas diferencias. La diferencia más sustancial es el lugar de fabricación, ya que ambos modelos se fabrican en distintas fábricas, que son independientes del estudio de diseño de Túpolev. El Tu-204 se fabrica en Uliánovsk por la empresa Aviastar-SP y el Tu-214 se fabrica en Kazán por KAPO. La principal diferencia es el tamaño de la puerta principal que tiene al lado izquierdo del fuselaje, justo antes del ala. El Tu-204 cuenta con dos puertas principales y dos de emergencia, mientras que el Tu-214 cuenta con tres puertas principales y una puerta de emergencia.
Tu-204SM
Es la última versión, actualizada con 2 motores PS-90A2 para 210 pasajeros y 2 pilotos. Su primer vuelo fue el 29 de diciembre de 2010.
Tu 204C
Es la versión de carga del Tu 204. Transaero es un ejemplo de usuario de este avión, tiene dos unidades. Es un avión muy poco común, ya que se suele utilizar más los 757F.
Tu 204O
El Túpolev Tu-204O es la plataforma rusa diseñada para las misiones de Open Skies, para la captación de imágenes con sofisticados sensores, de la que se han construido dos unidades, entregadas en 2013 y 2014.

## Operadores

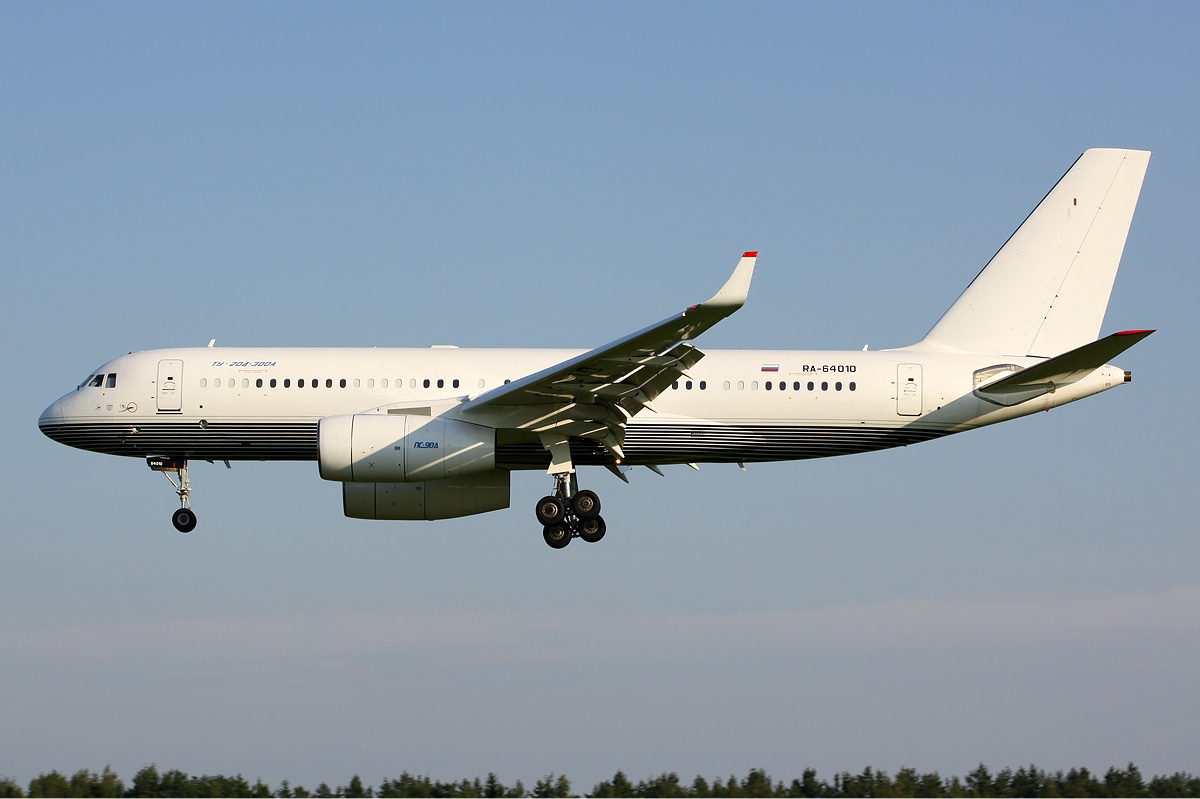
Este Tu-204-300A es el primer Tu-204 convertido a configuración VIP, y es operado por Business Aero para VTB.

| Aerolínea                | Tipo de aeronave         | En servicio | Pedidos |
| ------------------------ | ------------------------ | ----------- | ------- |
| Cairo Aviation           | 3x 204-120 1x 204-120C   | 3/1         | 0       |
| China Cargo Airlines     | 204-120CE                | 0           | 2       |
| Aviastar (Rusia)         | 204-100C                 | 3           | 2       |
| Rossiya (gobierno)       | 214 2x 204-300 (pedidos) | 13          | ?       |
| RusJet                   | 204-100                  | 1           | ?       |
| Kosmos                   | 204-100                  | 1           | ?       |
| Roscosmos                | 2x 204-300               | 2           | 1       |
| Red Wings Airlines       | 2x 204-300               | 2           | 0       |
| RUSS                     | 204-100E                 | 1           | ?       |
| Cubana                   | 2x 204-100CE 2x 204-100E | 4           | 2       |
| Air Koryo                | 1x 204-300 1x 204-100    | 2           | 2       |
| Transaero                | 3x 214 2x 204-100CE      | 0           | 7       |
| Iran Air e Iran Airtour  | 204                      | 0           | 30      |
| Business Aero (para VTB) | 204-300A                 | 1           | 0       |
| Syrian Air               | 204SM                    | 0           | 3       |
| Total                    | Todas las versiones      | 32          | 49      |

### Antiguos

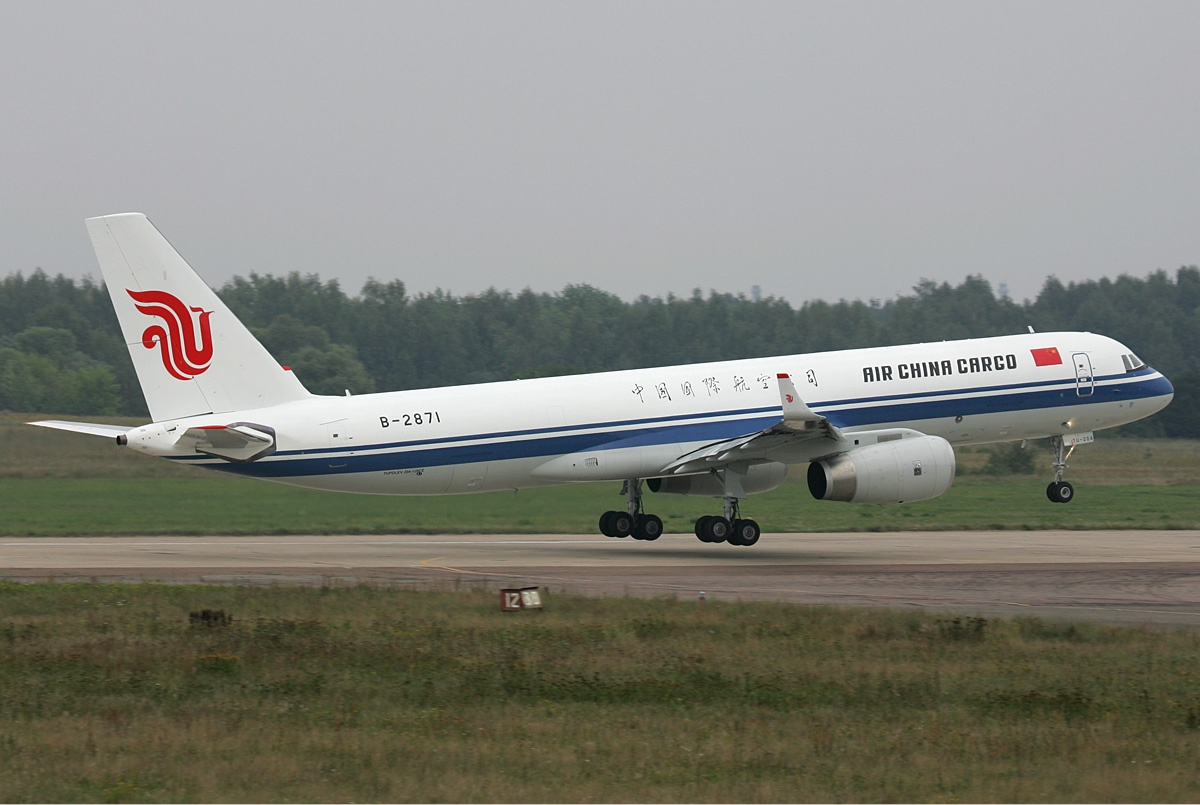
Tu-204-120CE de Air China Cargo.

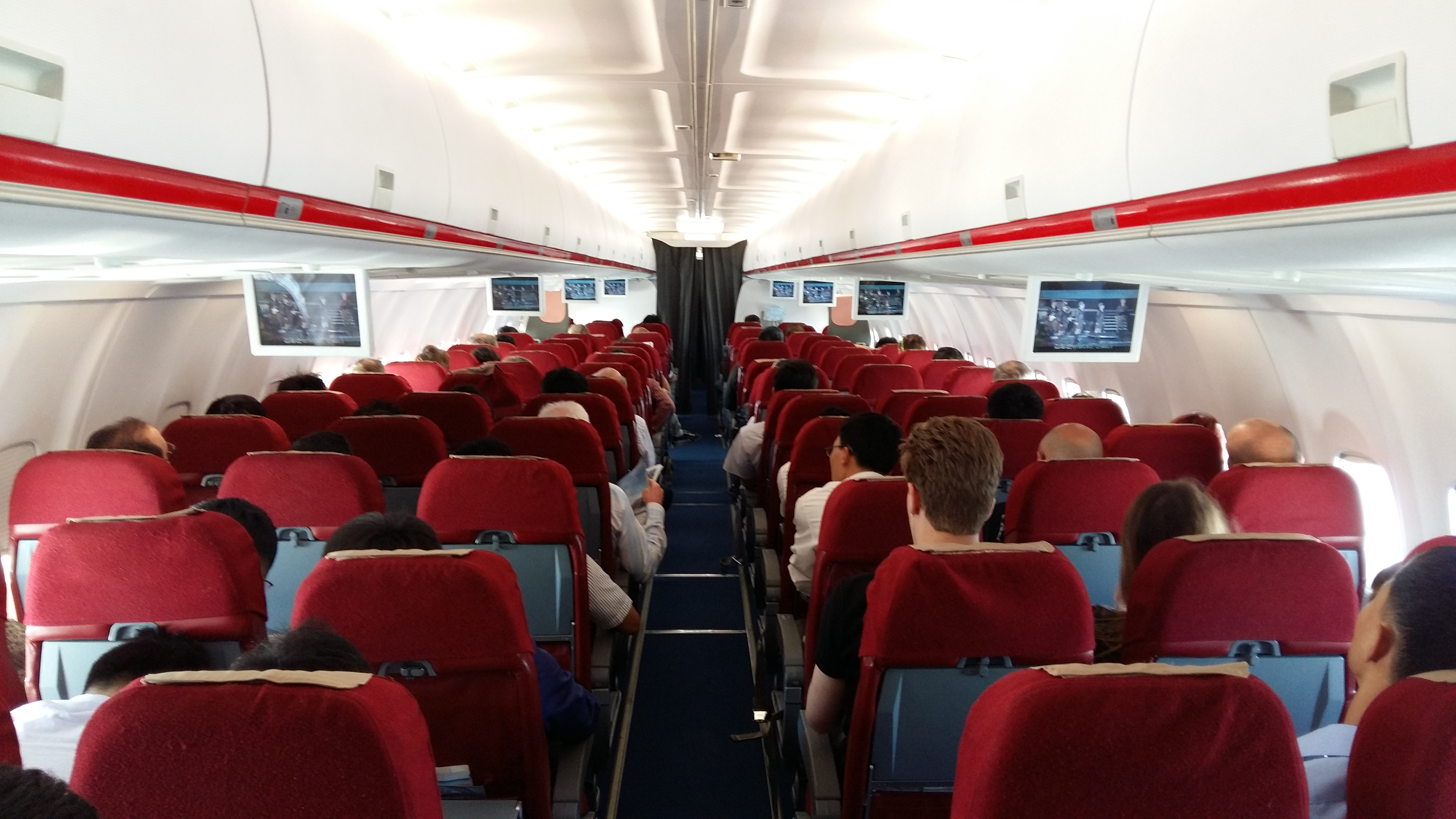
Interior de un Tu-204 de Air Koryo.

China
- Cainiao (1)[22]
- Air China Cargo (1)[23]

 Estados Unidos
- National Airlines (1)[24]

 Irán
- Mahan Air (2)[25]

 Kirguistán
- Sky KG Airlines (2)[26]

 Rusia
- S7 Airlines (2)[27]
- Vladivostok Air (6)[28]
- Transaero (5)
- Aeroflot (3)[29]
- Rossiya (3)[30]

## Accidentes

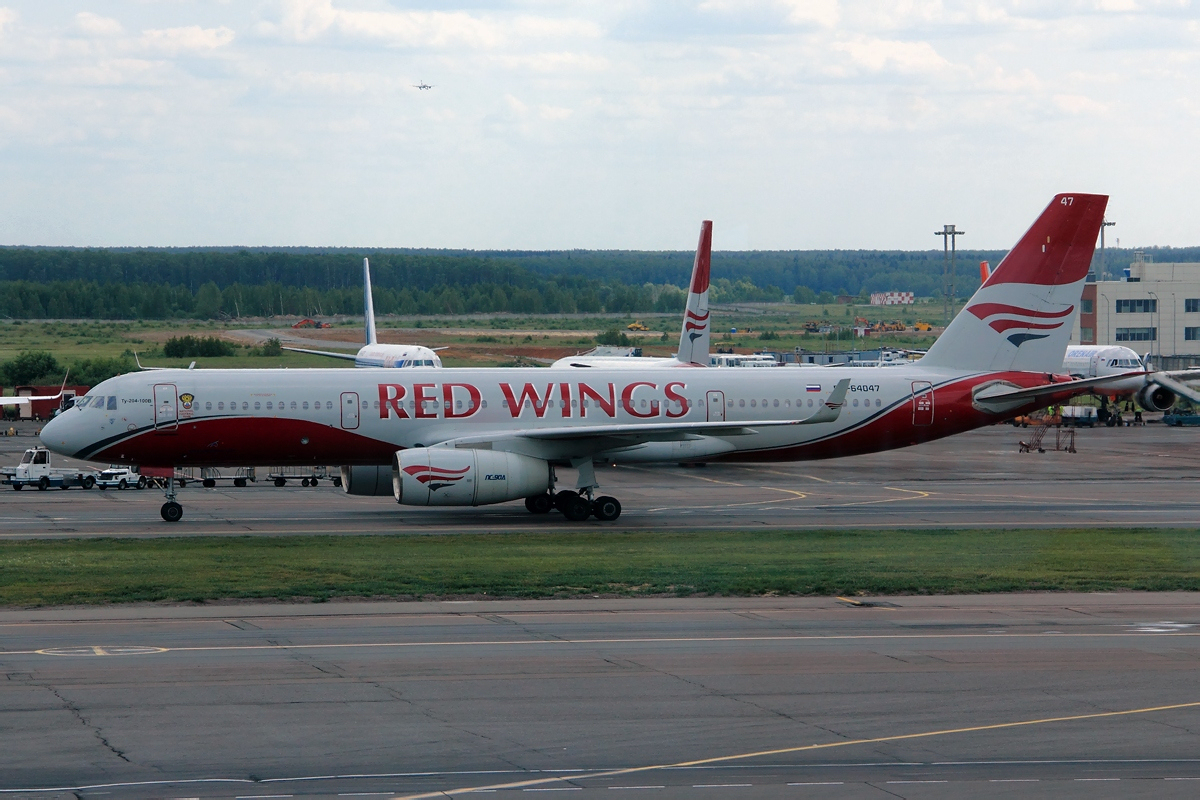
La aeronave implicada en el accidente.

- El 29 de diciembre de 2012, a las 16:35 hora local (12:35 GMT), el Tu-204 (RA-64047, cn 1450743164047) que realizaba el vuelo 9268 de Red Wings, tuvo un accidente tras rebasar la pista de aterrizaje del Aeropuerto de Moscú-Vnukovo. A consecuencia de la salida de pista, la aeronave se partió y se incendió. De los ocho miembros de la tripulación que se encontraban a bordo, fallecieron cinco.[31][32]

## Especificaciones
Referencia datos: uacrussia, tupolev, uacrussia

### Características generales
- Tripulación: Dos
- Capacidad: 

  - Tu-204-200: 212 pasajeros en dos clases
  - Tu-234: 166 pasajeros en una única clase
- Longitud: 46,1 m (151,4 ft)
- Envergadura: 41,8 m (137,1 ft)
- Altura: 13,9 m (45,6 ft)
- Superficie alar: 184,2 m² (1982,8 ft²)
- Peso vacío: 

  - Tu-204-100: 58 300 kg
  - Tu-204-200: 59 000 kg
- Peso máximo al despegue: 

  - Tu-204-100: 94 600 kg
  - Tu-204-200: 110 750 kg
- Planta motriz: 2× turbofán Aviadvigatel PS-90A (Tu-204-100).
  - Empuje normal: 157 kN (16 009 kgf; 35 295 lbf) de empuje cada uno.

### Rendimiento
- Velocidad máxima operativa (Vno): 900 km/h (559 MPH; 486 kt)
- Velocidad crucero (Vc): 850 km/h (528 MPH; 459 kt)
- Alcance: 

  - Tu-204-100: 6500 km
  - Tu-204-120: 6300 km
  - Tu-214: 6700 km
  - Tu-234: 8500 km

## Aeronaves relacionadas

### Aeronaves similares
- COMAC C919
- Boeing 737
- Boeing 757
- Irkut MS-21
- Airbus A320
- Airbus A321

### Listas relacionadas
- Secuencia Tu-_ (interna de Túpolev): ← Tu-164 - Tu-174 - Tu-194 - Tu-204 - Tu-206 - Tu-214 - Tu-216 - Tu-230 - Tu-243 - Tu-244 →